# Rio dos Índios (vattendrag i Brasilien, Paraná, lat -23,37, long -52,54)
Rio dos Índios är ett vattendrag i Brasilien.   Det ligger i delstaten Paraná, i den södra delen av landet, 1 000 km sydväst om huvudstaden Brasília.
Omgivningarna runt Rio dos Índios är en mosaik av jordbruksmark och naturlig växtlighet. Runt Rio dos Índios är det ganska glesbefolkat, med 35 invånare per kvadratkilometer.